# هو ماكسويل
هو ماكسويل (بالإنجليزية: Hu Maxwell) (22 سبتمبر 1860 - 20 أغسطس 1927، إيفانستون في الولايات المتحدة)؛ مدرس، مؤرخ وروائي أمريكي.